# Vega (Norwegia)
Vega – norweskie miasto i gmina leżąca w regionie Nordland.
Vega jest 356. norweską gminą pod względem powierzchni.

## Demografia
Według danych z roku 2005 gminę zamieszkuje 1356 osób. Gęstość zaludnienia wynosi 8,51 os./km². Pod względem zaludnienia Vega zajmuje 382. miejsce wśród norweskich gmin.
| ludność stan na 1 stycznia 2005 |         |           |       |
|                                 | kobiety | mężczyźni | razem |
| osób                            | 671     | 685       | 1356  |
| %                               | 49,48%  | 50,52%    | 100%  |

| wykształcenie stan na 1 października 2004 |        |         |        |        |
|                                           | podst. | średnie | wyższe | niezn. |
| osób                                      | 367    | 575     | 138    | 16     |
| %                                         | 33,49% | 52,46%  | 12,59% | 1,46%  |

## Edukacja
Według danych z 1 października 2004:
- liczba szkół podstawowych (norw. grunnskolar): 1
- liczba uczniów szkół podst.: 188

## Władze gminy
Według danych na rok 2011 administratorem gminy (norw. rådmann) jest Brit Skjevling, natomiast burmistrzem (norw. ordfører, d. borgermester) jest André Møller.